# 크리스장
크리스장은 대한민국의 가수이다. 2020년 EP [The First Sight]로 데뷔했다.

## 방송
- 노래에 반하다 (2019)
- 오빠시대 (2023) - Top40(39위)

## 음반
- The First Sight (2020)

## 공연
- 크리스장 콘서트 - 부산 (2021)

## 작사/작곡
- 게로 <낯선 너에게...> (2017) - 작곡
- 투리프트 <Feel That> (2017) - 작사/작곡